# Каменщиков, Владимир Григорьевич
Владимир Григорьевич Каменщиков (18 марта 1915, Царицын, Саратовская губерния — 22 мая 1943) — советский лётчик-ас истребительной авиации ПВО, участник Великой Отечественной войны, Герой Советского Союза (9.08.1941). Гвардии майор.

## Биография

Братская могила, в которой похоронен Владимир Каменщиков на площади Павших борцов в Волгограде

Родился в семье рабочего, русский. В 1931 окончил школу ФЗУ при судоверфи, работал на лесозаводе и токарем в паровозоремонтном депо Сарепта. 
В Красной Армии с 1934 года. В 1937 окончил Сталинградскую военную школу лётчиков. Служил в ВВС Западного особого военного округа: с ноября 1937 — младший лётчик 7-го штурмового авиационного полка (Гомель), с мая 1938 — командир звена этого же полка, с сентября 1939 — адъютант эскадрильи 41-го истребительного авиационного полка (Могилёв). Член ВКП(б) с 1940 года.
С 22 июня 1941 — в боях Великой Отечественной войны. Встретил войну в составе 41-го истребительного авиационного полка (9-я смешанная авиационная дивизия, ВВС 10-й армии, Западный особый военный округ). Свой первый бой принял в первые часы войны. При попытке атаковать бомбившие Белосток бомбардировщики его самого атаковали сразу 3 Ме-109. В бою он сбил одного из них, но два других подожгли и его машину. Выровняв её, сумел выброситься с парашютом на высоте около 200 метров, получив при этом ожоги лица и ранение руки.
За те дни, что Каменщиков был в госпитале, в полку не осталось ни одного самолёта (подавляющая их часть была уничтожена немецкой авиацией на своих аэродромах). Поэтому в начале июля Каменщикова перевели адъютантом эскадрильи в 126-го истребительного полка; 13-я бомбардировочная авиационная дивизия, ВВС 21-й армии) на Западном фронте. Летом 1941 года летал на истребителях И-16 и МиГ-3.
О первых боях Каменщикова говорят документы:

22 июня тов. Каменщиков вступил в бой. Над Белостоком в бою с тремя МЕ-109 сбил один самолёт и был зажжён. На высоте 200 метров выбросился на парашюте. С обгорелым лицом и рукой через четыре дня вновь вступил в бой… В группе с другими лётчиками сбил четыре самолёта противника… 7 июля сбил один самолёт… 10 июля сбил МЕ-109… 12 июля сбил Ю-88…— Наградной лист на присвоение В. Г. Каменщикову звания Героя Советского Союза. // ОБД «Память народа».
К середине июля 1941 лейтенант В. Каменщиков сбил лично 4 самолёта противника и 4 — в группе. Участвовал в  Белорусской оборонительной операции и в Смоленском сражении. 
Указом Президиума Верховного Совета СССР «О присвоении звания Героя Советского Союза начальствующему составу Красной Армии» от 9 августа 1941 года за «образцовое выполнение боевых заданий командования на фронте борьбы с германским фашизмом и проявленные при этом отвагу и геройство» лейтенанту Владимиру Григорьевичу Каменщикову присвоено звание Героя Советского Союза с вручением ордена Ленина и медали «Золотая Звезда».
В середине августа убыл с полком на переобучение и переформирование, освоил истребители «Томагавк» и «Киттихаук». С октября 1941 года с полком в составе 6-го истребительного авиационного корпуса ПВО (Московская зона обороны) участвовал в обороне Москвы. В феврале-марте 1942 года, отбивая немецкие налёты на Москву и поддерживая наземные войска Калининского фронта в ходе Ржевско-Вяземской наступательной операции, сбил 3 немецких самолёта лично и 1 в группе.
C августа 1942 года — заместитель командира 788-го истребительного авиаполка ПВО 102-й истребительной авиадивизии ПВО (Сталинградский корпусной район ПВО). Участник Сталинградской битвы. С февраля 1943 года воевал в составе 629-го истребительного авиационного полка ПВО, которому за образцовое выполнение боевых задач и проявленные при этом мужество и героизм приказом Наркома обороны СССР № 145 от 31 марта 1943 года было присвоено гвардейское звание и он был переименован в 38-й гвардейский истребительный авиационный полк ПВО. С февраля 1943 — командир этого полка (воевал в 2-й гвардейской истребительной Сталинградской Краснознамённой авиадивизии ПВО). 

…в бою не чувствовал усталости, делал иногда в день до десяти боевых вылетов, когда ему напоминали об отдыхе, — обижался.
В одном из боёв два советских истребителя столкнулись с одиннадцатью вражескими самолётами. В. Каменщиков в упор начал расстреливать вражеские самолёты, один из них загорелся. Но в это время шесть вражеских стервятников бросились на однополчанина Владимира Григорьевича. В. Каменщиков не только сумел спасти товарища, но и сбил ещё один самолёт противника, а остальных подвёл под огонь зенитчиков; сам благополучно приземлился. В Сталинградской битве на истребителе Як-1 также увеличил счёт своих побед, сбив 2 самолёта лично и 3 в составе группы.
В воздушном бою 22 мая 1943 года погиб (по другим данным, погиб при аварии самолёта). Похоронен в братской могиле в Волгограде на площади Павших Борцов, в одной могиле с Героем Советского Союза гвардии капитаном Рубеном Ибаррури и посмертно награждённым орденом Ленина артиллеристом капитаном Фаттяхутдиновым Х. Ф.
К моменту своей гибели советский ас выполнил около 300 боевых вылетов, в воздушных боях сбил 8 самолётов противника лично и не менее 6 в группе.

## Награды
- Медаль «Золотая Звезда» № 319 Героя Советского Союза (9 августа 1941)
- Орден Ленина (9 августа 1941) — за образцовое выполнение боевых заданий Командования на фронте борьбы с германским фашизмом
- Орден Красного Знамени (19 октября 1942)[13]

## Память
Именем В. Г. Каменщикова названы:
- улица в Волгограде
- улица в Гомеле
- школа № 1 в Балашихе Московской области
- на здании школы в Волгограде, в которой учился В. Г. Каменщиков, установлена мемориальная доска
- в 2019 году на здании Волгоградской морской школы установлена мемориальная доска
- известный скульптор А. И. Григорьев в 1942 году изготовил бюст В. Г. Каменщикова с натуры, который ныне экспонируется в Музее Победы на Поклонной горе[14]